# La Fonda
Cet article concerne l'hôtel américain. Pour l’association française, voir La Fonda (association).
Pour les articles homonymes, voir Fonda.
La Fonda est un hôtel américain à Santa Fe, au Nouveau-Mexique. Ouvert en 1922, il occupe un bâtiment qui emploie l'architecture Pueblo Revival. Il est membre des Historic Hotels of America depuis 1991. 